# Berlin-Marathon 2019
| 46. Berlin-Marathon    | 46. Berlin-Marathon         |
| ---------------------- | --------------------------- |
| Stadt                  | Berlin, Deutschland         |
| Datum                  | 29. September 2019          |
| Distanz                | 42,195 Kilometer            |
| Sieger                 |                             |
| Männer                 | Kenenisa Bekele (2:01:41 h) |
| Frauen                 | Ashete Bekere (2:20:14 h)   |
| ← Berlin-Marathon 2018 | Berlin-Marathon 2020 →      |
| Website                | Offizielle Website          |

Der Berlin-Marathon 2019 (offiziell: BMW Berlin-Marathon 2019) war die 46. Ausgabe der jährlich stattfindenden Laufveranstaltung in Berlin, Deutschland. Der Marathon fand am 29. September 2019 statt.
Er war der letzte Lauf der World Marathon Majors 2018/19 und hatte das Etikett Gold der IAAF Road Race Label Events 2019.
Bei den Männern verfehlte der Äthiopier Kenenisa Bekele mit seiner Siegeszeit von 2:01:41 Stunden den im Vorjahr an gleicher Stelle aufgestellten Weltrekord von Eliud Kipchoge um nur zwei Sekunden. Sein zweitplatzierter Landsmann Birhanu Legese schob sich mit 2:02:48 Stunden auf Rang 3 der ewigen Weltbestenliste, das rein äthiopische Podium komplettierte Sisay Lemma mit 2:03:36 Stunden. Der Österreicher Peter Herzog war als Zwölfter mit einer Zeit von 2:10:57 Stunden bester Europäer.
Bei den Frauen kam es ebenfalls zu einem äthiopischen Duell um den Sieg, welches Ashete Bekere in 2:20:14 Stunden im Zielspurt gegen Mare Dibaba (2:20:21 Stunden) für sich entschied. Die Kenianerin Selly Chepyego wurde in 2:21:06 Dritte, dahinter lief die seit Frühjahr 2019 für Deutschland startberechtigte Melat Yisak Kejeta als Gesamtsechste in 2:23:57 Stunden auf Platz 3 der ewigen deutschen Bestenliste im Marathonlauf.

## Ergebnisse

### Männer
| Platz | Athlet               | Land                | Zeit (h) |
| ----- | -------------------- | ------------------- | -------- |
| 01    | Kenenisa Bekele      | Äthiopien           | 2:01:41  |
| 02    | Birhanu Legese       | Äthiopien           | 2:02:48  |
| 03    | Sisay Lemma          | Äthiopien           | 2:03:36  |
| 04    | Jonathan Korir       | Kenia               | 2:06:45  |
| 05    | Felix Kandie         | Kenia               | 2:08:07  |
| 06    | Yohanes Gebregergish | Eritrea             | 2:08:26  |
| 07    | Dong Guojian         | Volksrepublik China | 2:08:28  |
| 08    | Bethwel Yegon        | Kenia               | 2:08:35  |
| 09    | Kenta Murayama       | Japan               | 2:08:56  |
| 10    | Abel Kipchumba       | Kenia               | 2:09:39  |

### Frauen
| Platz | Athletin           | Land               | Zeit (h) |
| ----- | ------------------ | ------------------ | -------- |
| 01    | Ashete Bekere      | Äthiopien          | 2:20:14  |
| 02    | Mare Dibaba        | Äthiopien          | 2:20:21  |
| 03    | Selly Chepyego     | Kenia              | 2:21:06  |
| 04    | Helen Tola         | Äthiopien          | 2:21:36  |
| 05    | Sara Hall          | Vereinigte Staaten | 2:22:16  |
| 06    | Melat Yisak Kejeta | Deutschland        | 2:23:57  |
| 07    | Sally Kipyego      | Vereinigte Staaten | 2:25:10  |
| 08    | Haftamnesh Tesfaye | Äthiopien          | 2:26:50  |
| 09    | Martina Strähl     | Schweiz            | 2:31:24  |
| 10    | Nina Lauwaert      | Belgien            | 2:31:25  |